# David Davidson
David Davidson, född 21 augusti 1854 i Stockholm, död 18 mars 1942 i Uppsala, var en svensk nationalekonom. Han var 1890–1919 professor i nationalekonomi och finansrätt vid Uppsala universitet och invaldes 1920 som ledamot av Vetenskapsakademien. Davidson grundade 1899 Ekonomisk tidskrift och var dess redaktör till 1939.
David Davidson var son till handlaren Isak Davidson. Han var elev vid Mosaiska församlingens skola i Stockholm 1861–1867 och vid Stockholms gymnasium 1867–1871. Efter mogenhetsexamen blev han student vid Uppsala universitet, där han blev filosofie kandidat 1872 och juris utriusque kandidat 1877. Han företog studieresor till Heidelberg 1879 och till Berlin och Leipzig 1885.
Davidson var 1877–1889 lärare i kameralistik och ekonomisk rättskunskap vid Ultuna lantbruksinstitut och sekreterare vid institutets styrelse 1880–1889. Han blev 1878 extraordinarie notarie i Svea hovrätt, docent i nationalekonomi 1879 och uppehöll 1880–1888 undervisningen och examinationen i nationalekonomi vid Uppsala universitet. Davidson var även sekreterare i sammansatta banko- och lagutskottet vid 1886 års riksdag.
Davidson var 1888–1889 tillförordnad professor, 1889–1890 extraordinarie professor och från våren 1890 ordinarie professor i nationalekonomi och finansrätt vid Uppsala universitet. Han erhöll uppdrag att utarbeta en översik av utländsk lagstiftning angående inkomstskatt 1892. 1899 blev han redaktör för Ekonomisk tidskrift. 1901 var Davidson ledamot av kommittén angående inkomstskatt och obligatorisk självdeklaration, upprättade 1903 den statistiska utredningen beträffande universitetet i Uppsala för universitetsexamenskommittén, deltog 1911 i bearbetning av försvarskommitténs betänkande av 5 december 1910 och granskade även tillsammans med Isidor Flodström kommitténs finansiella utredning. Från 1912 var han revisor i Oxelösund-Flen-Västmanlands järnvägs AB, var en av de sakkunniga angående statens och kommunernas skuldsättning 1912–1914, ledamot av kommittén angående förvaltningen av allmänna pensionsförsäkringsfonden 1915–1916, ordförande bland sakkunniga angående exportavgift för varor som utförs från landet 1915–1916 och en av de sakkunniga angående sedelcirkulationens ökning och allmänna prisnivåns stegring med mera 1918. Davidson var därtill ledamot av tull och traktatskommittén 1919–1922
16 september 1919 erhöll Davidson avsked från sin professur med pension. Han var dock även efter detta ledamot av 1920 års finanssakkunniga 1920 och av inkomstskattesakkunniga 1920–1923, var revisor i Örebro-Köpings järnvägs AB från 1924, sakkunnig angående Postsparbankens och de enskilda sparbankernas räntepolitik 1929.
David Davidson blev hedersledamot av Stockholms nation i Uppsala 1885, juris hedersdoktor vid Uppsala universitet 1893, riddare av Nordstjärneorden 1899 (kommendör av andra klass 1911 och av första klass 1928), ledamot av Kungliga Humanistiska Vetenskapssamfundet i Uppsala 1906, blev filosofie hedersdoktor vid Uppsala universitet 1917, ledamot av Vetenskapsakademien 1920. 1912 erhöll han Söderströmska medaljen i guld av Vetenskapsakademien för sina förtjänster om nationalekonomisk forskning.
David Davidson är gravsatt på Uppsala gamla kyrkogård.